# Runabout (série de jeux vidéo)
Pour le véhicule, voir Runabout.
Runabout (ランナバウト) est une série de jeux vidéo de combat motorisé.

## Titres
- 1997 : Felony 11-79 (Runabout) - PlayStation
- 2000 : Runabout 2 - PlayStation
- 2000 : Super Runabout: The Golden State (Super Runabout: San Francisco Edition) - Dreamcast[1]
- 2002 : Runabout 3 Neo Age (Simple 2000 Ultimate Vol. 9: Bakusō! Manhattan - Runabout 3) - PlayStation 2[2],[3]
- 2012 : Crash City Mayhem (Runabout 3D - Drive: Impossible) - Nintendo 3DS